# Oxylaemus americanus
Oxylaemus americanus is een keversoort uit de familie knotshoutkevers (Bothrideridae). De wetenschappelijke naam van de soort werd in 1863 gepubliceerd door John Lawrence LeConte.